# Krzysztof Pawiński
Krzysztof Pawiński (ur. 1965) – polski inżynier, przedsiębiorca i menedżer.

## Życiorys
Jest absolwentem Akademii Górniczo-Hutniczej w Krakowie. Uzupełniał edukację na Politechnice w Clausthal-Zellerfeld w Niemczech. W 1997 uzyskał stopień doktora nauk technicznych na Akademii Górniczo-Hutniczej, obecnie jest przewodniczącym rady tej uczelni.
Od 1990 prowadzi własną działalność gospodarczą. Jest współzałożycielem, współwłaścicielem oraz prezesem zarządu Grupy Maspex.

## Odznaczenia
- 2023 – Krzyż Kawalerski Orderu Odrodzenia Polski[2]
- 2013 – Srebrny Krzyż Zasługi[3]
- 2013 – Odznaka honorowa „Zasłużony dla Rolnictwa”[4].